# Фалелеево (Переславский район)
Фалеле́ево — село в Пригородном сельском поселении Переславского района Ярославской области. Население на 1 января 2007 года — 20 человек.

## История
В половине XVI столетия село Фалелеево было царским подклетным селом Нильского стана. В 1556 году царь Иван Грозный дал этому селу уставную грамоту, по которой «от ключнича и от постельнича суда и от их пошлинных людей» крестьян фалелеевских отставил и повелел «быти у них в судьях того же села крестьяном, которых они выбрали». В 1564 году тот же царь Иван Васильевич пожаловал Фалелеево со всеми угодьями Переславскому Никитскому монастырю.
В 1611 году в Смутное время «дворы пожгли, а крестьян посекли литовские люди».
В 1764 году после секуляризации Фалелеево перешло в ведомство Коллегии экономии.
Церковь великомученика Дмитрия Солунского известна с 1628 года. В 1783 году вместо этой деревянной церкви Иоанн Панфилов (духовник императрицы Екатерины Алексеевны, протоиерей Благовещенского собора) построил новую деревянную церковь, освящённую в честь Покрова Пресвятой Богородицы.
В 1872 году усердием прихожан и благотворителей вместо деревянной церкви устроен каменный храм. Престолов в этом храме два:в холодной в честь Покрова Пресвятой Богородицы, в приделе тёплом во имя святого великомученика Димитрия Солунского.
В селе Фалелееве было две школы грамоты.

## Население
| 1859 | 1905 | 1926 | 2007 | 2010 |
| ---- | ---- | ---- | ---- | ---- |
| 202  | ↗217 | ↗290 | ↘20  | ↘10  |